# 博斯河畔昂克托维尔
博斯河畔昂克托维尔（法語：Anctoville-sur-Boscq）是法国芒什省的一个市镇，属于库唐塞区（Coutances）布雷阿县（Bréhal）。该市镇总面积2.15平方公里，2009年时的人口为518人。

## 人口
博斯河畔昂克托维尔人口变化图示